# Hypodermellina ruborum
Hypodermellina ruborum är en svampart som beskrevs av Höhn. 1917. Hypodermellina ruborum ingår i släktet Hypodermellina, ordningen Rhytismatales, klassen Leotiomycetes, divisionen sporsäcksvampar och riket svampar.   Inga underarter finns listade i Catalogue of Life.